# Półprzewodnik samoistny
Półprzewodnik samoistny – półprzewodnik, którego materiał jest idealnie czysty, bez żadnych zanieczyszczeń struktury krystalicznej. Koncentracja wolnych elektronów w półprzewodniku samoistnym jest równa koncentracji dziur.
W półprzewodnikach przewodnictwo samoistne ma miejsce, gdy brak jest zanieczyszczeń i domieszek. Uzyskanie czystego półprzewodnika samoistnego jest praktycznie niemożliwe, gdyż w każdym materiale zawsze są obecne zanieczyszczenia. Przepływ prądu w czystym półprzewodniku możliwy jest dzięki termicznemu wzbudzeniu elektronów z pasma walencyjnego do pasma przewodnictwa; równocześnie w pasmie walencyjnym powstaje taka sama liczba dziur. Na całkowity prąd płynący przez półprzewodnik składa się prąd elektronowy i dziurowy. Ponieważ ruchliwość elektronów jest większa od ruchliwości dziur, udział prądu elektronowego w prądzie całkowitym jest większy niż prądu dziurowego.
Zależność przewodnictwa właściwego samoistnego od temperatury przedstawia równanie:
{\displaystyle \sigma =\alpha (u_{\mathrm {n} }+u_{\mathrm {p} })e^{\frac {-\epsilon _{\mathrm {g} }}{2kT}}}
gdzie {\displaystyle \alpha } – współczynnik proporcjonalności,
{\displaystyle u_{\mathrm {n} }} – ruchliwość elektronów w pasmie przewodnictwa
{\displaystyle u_{\mathrm {p} }} – ruchliwość dziur w pasmie walencyjnym
{\displaystyle \epsilon _{\mathrm {g} }} – energia powstania pary elektron–dziura
{\displaystyle k} – stała Boltzmanna
{\displaystyle T} – temperatura bezwzględna
Przewodnictwo samoistne jest znacznie słabsze od przewodnictwa domieszkowego, a obecność nawet bardzo małej ilości domieszki silnie zwiększa przewodnictwo, np. po wprowadzeniu boru do krzemu w stosunku 1:100 000 przewodnictwo wzrasta ok. 1000 ×.